# Falsamblestiini
Los falsamblestiínos (Falsamblestiini) son una tribu de coleópteros crisomeloideos de la familia Cerambycidae.

## Géneros
Comprende los siguientes géneros:
- Nyctonympha[1]